# داوید یورنته
داوید یورنته (اسپانیایی: David Llorente‎؛ زادهٔ ۱۶ دسامبر ۱۹۹۶) قایقران کایاک اهل اسپانیا است.
وی در مسابقات کشوری و بین‌المللی در مجموع برندهٔ ۳ مدال طلا، ۴ مدال نقره، ۲ مدال برنز شده‌است.